# 劉鉉 (永樂舉人)

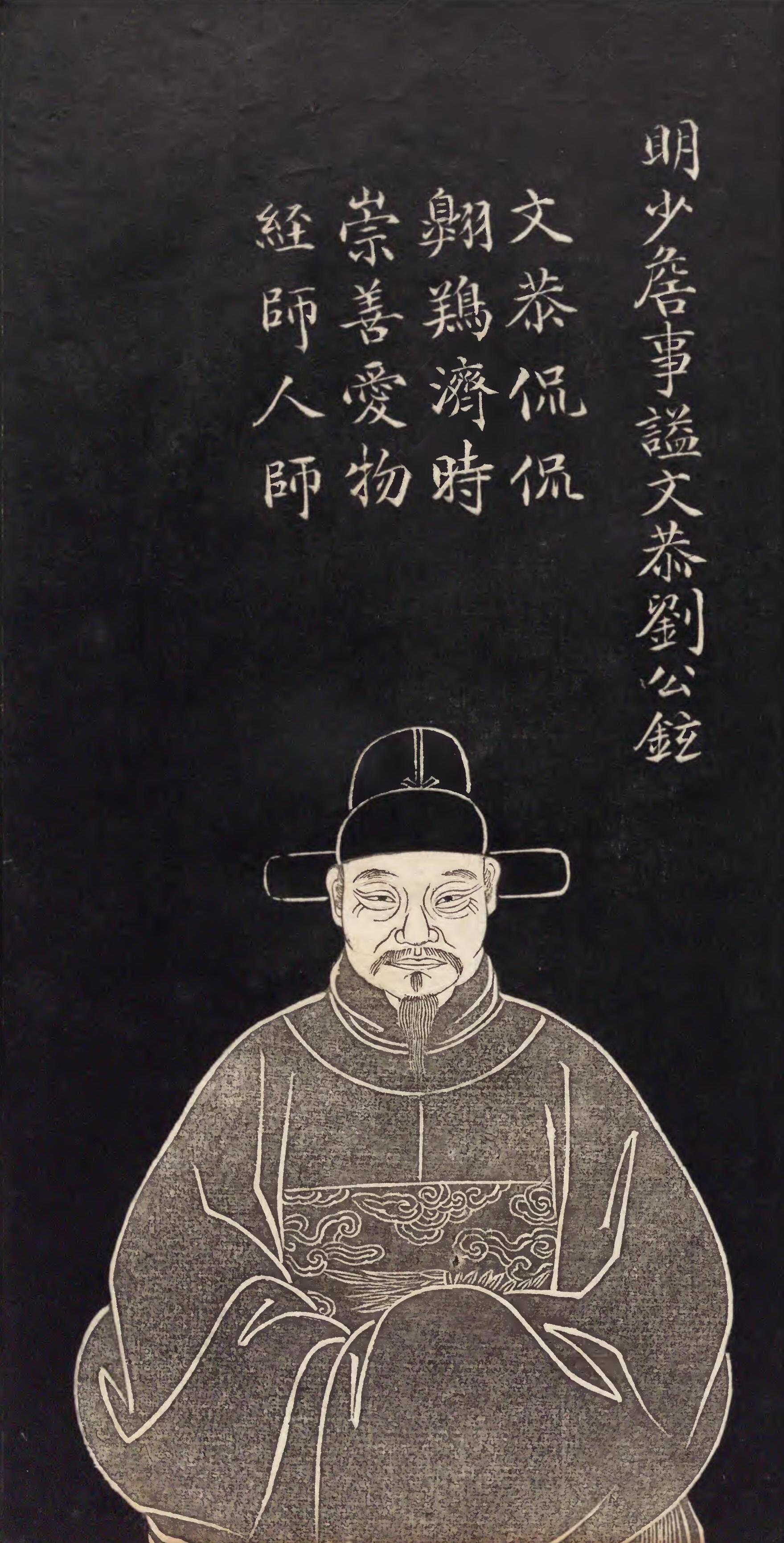
劉鉉

劉炫，字宗器，號假菴，長洲人。明朝政治人物。

## 生平
早年喪父，以孝順母親聞名。永樂年間因善書法征入翰林。永樂十八年（1420年）中式庚子科順天鄉試，授中書舍人。
宣德年間，參與修撰成祖、仁宗實錄，升兵部主事。正統年間，再次修《明宣宗實錄》，后晋升為翰林院侍講。因大學士曹鼐舉薦，與修撰王振教習庶吉士。明景帝繼位后，晉升爲翰林院侍講學士。景泰三年，以高谷舉薦，遷國子監祭酒。後因母喪辭去，除服后，再次赴京，當時陳詢已為祭酒，明景帝重用劉鉉，命其與陳詢一同擔任。天順初年，改詹事府少詹事，侍東宮講讀。次年去世。明憲宗繼位后，贈禮部侍郎，謚文恭。

## 家族
有子劉瀚，天顺初进士，官至陕西副使。